# شهرستان فرزیکوفسکی
شهرستان فرزیکوفسکی (به لاتین: Ferzikovsky District) یک شهرستان در روسیه است که در استان کالوگا واقع شده‌است.